# Business Engineering
Business Engineering (BE) versteht sich als betriebswirtschaftliche Konstruktionslehre für Veränderungsvorhaben.  Der Ansatz integriert Konzepte, Modell- und Methodenkomponenten aus Betriebswirtschaftslehre, Change Management, Systems Engineering und Innovationsmanagement. Er schließt die ingenieurmäßige Entwicklung und Einführung von Geschäftslösungen vom Geschäftsmodell über die Geschäftsprozesse und die Organisationsstruktur bis hin zu den Informationssystemen und der Informationstechnik ein (vgl. Österle). Ziel des BE ist es, innovative Geschäftslösungen als soziotechnische Systeme „so professionell wie Flugzeuge oder Fertigungsanlagen zu entwickeln“, da die Komplexität vergleichbar groß ist. BE bringt betriebswirtschaftliches und informationstechnisches Wissen zusammen und verbindet es mit allen Aspekten der Transformation, von Darstellungsmitteln über Vorgehensmodelle bis hin zu kulturellen und politischen Gesichtspunkten (vgl. Baumöl/Jung).

## Einordnung
Business Engineering beschäftigt sich im Unterschied zum traditionellen Wirtschaftsingenieurwesen heute mit Problemstellungen, die aus der Transformation der Industrie- in die Informationsgesellschaft entstehen (vgl. Winter), also der Digitalisierung von Unternehmen, Wirtschaft, Verwaltung und Gesellschaft und, ausgelöst durch die Konsumerisierung, auch mit digitalen Services für das Individuum (vgl. Hess/Legner). Wegen der starken Prägung durch die Informationstechnik wird das BE vielfach als Teildisziplin der Wirtschaftsinformatik gesehen, teilweise allerdings wegen der starken Betonung des Change Management als eine Form der Organisationsentwicklung. Das Wirtschaftsingenieurwesen hat eine große Überlappung damit, betrachtet aber primär die Güterwirtschaft (weniger die Services) und fokussiert dabei eher aus Produktionssicht auf technische Systeme und deren Schnittstellen zu Menschen.
Österle/Blessing charakterisieren BE wie folgt:
- BE umfasst neben dem fachlichen und technischen Entwurf auch die politisch-kulturelle Dimension einer neuen Geschäftslösung. Die politisch-kulturelle Dimension und das Change Management entscheiden wesentlich über Erfolg oder Misserfolg der Transformation (vgl. Baumöl[8]). Somit handelt es sich beim BE um einen interdisziplinären Ansatz. BE trennt die Gestaltungsebenen des Unternehmens.
- BE unterscheidet zwischen einer strategischen, organisatorischen und technologischen Gestaltungsebene. Die Betrachtung unterschiedlicher Gestaltungsobjekte auf unterschiedlichen Ebenen ermöglicht eine fokussierte Sicht auf die einzelnen Dimensionen der Transformation (vgl. Österle et al.[9] S. 191). Die Zerlegung der Problemstellung in verschiedene Ebenen sorgt für Sicherheit und hilft, die Komplexität des Transformationsprozesses zu reduzieren.
- BE sorgt für eine ganzheitliche Sicht über alle Dimensionen. Es unterstützt nicht nur beim Entwurf neuer Geschäftsmodelle, Geschäftsprozesse und Informationssysteme, sondern auch bei der Umsetzung. Es betrachtet deshalb alle Dimensionen (betroffene Ressourcen und Prozesse) der Transformation.
- BE bezeichnet die methoden- und modellbasierte Konstruktionslehre für Unternehmen des Informationszeitalters (vgl. Winter,[4] S. 7). Eine Unternehmenstransformation ist samt ihren technischen und sozio-ökonomischen Aspekten viel zu bedeutend und zu komplex, als dass sie ohne den Einsatz von Methoden und Modellen bestritten werden könnte. Methoden und Modelle sorgen nicht nur für Transparenz im Transformationsprozess, sondern gestalten diesen arbeitsteilig, schaffen eine Kommunikationsgrundlage und ermöglichen die Dokumentation der systematischen Neuausrichtung eines Unternehmens. Durch ein arbeitsteiliges und ingenieurmäßiges „Konstruieren“ differenziert sich das BE von individualistischem „Schaffen“ (vgl. Winter[4]).
- BE schaut aus Unternehmenssicht auf Konsumenten. Die starke Durchdringung sämtlicher Privatbereiche mit Informationstechnik (Konsumerisierung) ist derzeit im BE nur aus Unternehmenssicht, nicht aber aus Sicht des Menschen abgedeckt.

Jährlich findet in St. Gallen ein Business-Engineering-Forum statt, auf dem Experten aus Wissenschaft und Wirtschaft neue Entwicklungen diskutieren.

## Ansätze des Business Engineering

### ARIS (Architektur integrierter Informationssysteme)
Das ARIS-Konzept (vgl. Scheer) unterscheidet zwischen Beschreibungssichten und -ebenen. Die verschiedenen Sichten sind die Organisations-, Daten-, Leistungs-, Funktions- und Steuerungssicht auf Prozesse. Für jede Beschreibungssicht gibt es drei verschiedene Beschreibungsebenen. Diese sind das Fachkonzept, das Datenverarbeitungskonzept (DV-Konzept) und die Implementierungsebene.
Durch diesen Ordnungsrahmen können einzelne Elemente des Modells separat durch spezifische Methoden beschrieben werden. Diese Methoden helfen, Geschäftsprozesse, von grundsätzlichen betriebswirtschaftlichen Fragestellungen bis hin zur Implementierung auf der IT-Ebene, abzubilden und zu verbessern.

### Business Engineering St. Gallen
Der St. Galler Ansatz des BE umfasst Grundlagen und Methoden für unterschiedliche Arten von Transformationsprojekten. Er unterscheidet innerhalb des Transformationsprozesses die vier Gestaltungsebenen Strategie, Organisation, Informationssysteme und Politik & Kultur und reduziert durch diese Zerlegung die Komplexität der Transformation:
- Strategie: Fähigkeiten (inkl. Marke) und Ressourcen, Geschäftsfelder (Produkte, Dienstleistungen, Kundensegmente), Kundenzugang, Wettbewerbspositionierung, Ecosystem, Erlös- und Kostenstruktur
- Organisation: Aufbau- und Ablauforganisation des Unternehmens, Fokus auf Geschäftsprozesse mit einhergehenden Prozessleistungen, Abläufen, Aufgaben und Geschäftsobjekten
- Informationssystem: System von Applikationen und fachlichen Services, Software- und Datenkomponenten sowie IT-Infrastrukturkomponenten. Je nach Relevanz der Informationstechnologie im jeweiligen Unternehmen wird diese Ebene in einem weiteren Schritt in „Alignment“, „Software und Daten“ und „IT-Infrastruktur“ gegliedert (vgl. Winter/Fischer[12]).
- Politik & Kultur: Leadership, Unternehmenskultur, Kommunikation, Verhalten

Namhafte Software-Tools wie das „ARIS Toolset“, „ADOben“ oder „Seetalk“ unterstützen den St. Galler Ansatz des BE.

### Semantisches Objektmodell (SOM)
Das Semantisches Objektmodell (SOM) (vgl. Ferstl/Sinz) dient der konzeptionellen Modellierung betrieblicher Systemtypen. Das Modellierungskonzept differenziert drei Modellebenen solcher Systeme: Der strategische Unternehmensplan, die operationellen Geschäftsprozessmodelle von Prozesstypen und Spezifikationen zur Implementierung von Anwendungssystemen. Diese Ebenen können auch als Perspektiven auf das System betrachtet werden. Sie entsprechen der Außenperspektive, Innenperspektive und Ressourcenperspektive. Die Modellebenen werden in der Folge anhand der Unternehmensarchitektur, des Vorgehensmodells, der Koordinationsprinzipien oder des Objektsystems erneut konzeptionell untergliedert.

### The Open Group Architecture Framework (TOGAF)
TOGAF (vgl. Weinberger) stellt einen Rahmen für Unternehmensarchitekturen dar, welcher eine ganzheitliche Herangehensweise zum Entwurf, Planung, Implementierung und Wartung von Informationsarchitekturen bietet und damit einen wichtigen Ausschnitt, nicht aber den ganzen Wirkungsbereich des BE abdeckt.
Bei der Nutzung von TOGAF wird die Unternehmensarchitektur üblicherweise in den drei Domänen Geschäftsarchitektur, Informationssystemarchitektur (bestehend aus Anwendungsarchitektur und Datenarchitektur) und Technologiearchitektur modelliert.

### Integrale Gestaltung von Organisationsstrukturen und Informationssystemen (Henk Sol)
Van Meel und Sol (1996) definieren BE als „integrale Gestaltung von Organisationsstrukturen und Informationssystemen“. Zentrale Bestandteile ihres Ansatzes sind die dynamische Modellierung sowie die Simulation.

## Studium
In Belgien werden besonders viele BE-Programme angeboten. So bieten die Solvay Brussels School of Economics and Management, die ICHEC Brussels Management School, die Louvain School of Management, die Universität Lüttich, die Universität Gent oder die Universität Antwerpen Bachelor und Master Programme in BE an. Das Studium beinhaltet sowohl Management-Methodik, Betriebswirtschaftslehre, Volkswirtschaftslehre, Mathematik als auch technische Bestandteile und Informatik.
In Finnland bietet die Universität Oulu ein Diplom-Studium in Business Engineering an. Voraussetzung ist hierfür allerdings ein Mastergrad in den Ingenieurwissenschaften.
In Deutschland ermöglicht die Steinbeis Hochschule das englischsprachige Studium zum Master of Business Engineering. Inhalte sind hier, ähnlich wie bei den Programmen in Belgien, Management-Methodiken sowie die Grundlagen der Betriebs- und Volkswirtschaftslehre. Um für das Programm zugelassen zu werden, ist ein akademischer Grad in einer wirtschaftswissenschaftlichen, technischen oder naturwissenschaftlichen Disziplin notwendig.
In der Schweiz kann am Institut für Wirtschaftsinformatik der Universität St. Gallen das Studium zum Executive MBA HSG in Business Engineering berufsbegleitend und modular in etwa 18 Monaten absolviert werden. In zwei Auslandsmodulen in den USA (Santa Clara University) und China (Jiaotong-Universität, Shanghai) werden dortige Managementmethoden vermittelt und durch ein Studienmodul in Berlin ergänzt.
Ebenfalls in der Schweiz kann an der PHW Hochschule Wirtschaft Bern das Studium zum Executive MBA in Business Engineering berufsbegleitend in 4 Semestern absolviert werden. Die inhaltlichen Schwerpunkte liegen in den Fächern Internationalisierungsstrategien, Technologiemanagement, Geschäftsmodelle und Wertschöpfungskonzepte, Informationsmanagement und -systeme, wertorientierte Unternehmensführung und Turnaround Management.
In Mexiko gibt es an der Instituto Tecnológico Autónomo de México ein vierjähriges Business Engineering-Programm mit Themen aus Mathematik, Ökonomie, Finanzen, Verwaltung und IT.
In Chile bietet die Universidad de Chile seit 2003 einen Master in Business Engineering (M.Sc.) an. Wie auch in Deutschland und Belgien, vereint das Programm Managementlehre, Betriebswirtschaft, Finanzen, Ökonomie, Wissenschaft und Technologie. Das Studium beinhaltet eine theoretische Ausbildung, sowie einen praktischen Ansatz, in welchem Studenten ein Projekt für den privaten oder öffentlichen Sektor entwickeln. Das Programm dauert etwa vier Semester.
In Peru kann man an der Universidad del Pacífico in Lima seit 2008 in einen Bachelorstudiengang Business Engineering studieren. BE Studenten haben die Möglichkeit, sich in Prozess Engineering, Engineering von Informationstechnologien oder Projekt Engineering zu vertiefen. Das Studium beinhaltet Kurse und Module zu einem großen Spektrum an Themen (Mathematik, Physik, Informatik, Ökonomie, Philosophie, Soziologie u.v.m.).
In El Salvador gibt es seit 2009 ein Programm in BE für Berufserfahrene an der Escuela Superior de Economia y Negocios (ESEN). Das Programm legt den Schwerpunkt auf die Systemperspektive, die Modellierung und Analyse der komplexen Zusammenhänge zwischen Ressourcen, Mitarbeitern und Information sowie auf die Integration von Ingenieurwissen mit quantitativem und qualitativem Geschäftsverständnis. Wie andere Programme auch, beinhaltet das Studium Elemente aus verschiedenen Fachbereichen, wie zum Beispiel Betriebswirtschaftslehre, Ökonomie, Führung, Innovation und Informationstechnologie.
Auf den Philippinen ermöglicht die Ateneo de Naga Universität eine Spezialisierung in BE im Bachelor der Betriebswirtschaftslehre (B.Sc.). Das 4-jährige Programm zielt darauf ab, junge technologie-basierte Gründer auszubilden, sowie Studenten auf eine Karriere in technologienahen Industrien vorzubereiten. Durch praxisrelevante Projekte soll die Kreativität und Innovationskraft zur Konzeptualisierung und Umsetzung von Produkten und Ideen angeregt werden, während zur selben Zeit die sozio-ökonomische Entwicklung der Bicol-Region vorangetrieben wird. Es besteht zudem ein enges Netz zu Entrepreneurs und Geschäftsleuten, um ein Lernen von „best practices“ zu ermöglichen.